# Championnat d'Arabie saoudite de football 1987-1988
Navigation
Saison précédente Saison suivante
La saison 1987-1988 du Championnat d'Arabie saoudite de football est la douzième édition du championnat de première division en Arabie saoudite. La Premier League regroupe les douze meilleurs clubs du pays au sein d'une poule unique, où ils s'affrontent deux fois au cours de la saison, à domicile et à l'extérieur. À la fin de la compétition, les deux derniers du classement sont relégués et remplacés par les deux meilleurs clubs de deuxième division.
C'est le club d'Al-Hilal FC qui remporte le championnat en terminant en tête du classement final, avec deux points d'avance sur un duo composé du double tenant du titre, Ettifaq FC et Al Ansar Médine. C'est le 5e titre de champion d'Arabie saoudite de l'histoire du club.

## Les clubs participants
| - Al Nasr Riyad - Al-Hilal FC - Al Ahli - Al Ittihad - Al Wehda - Al Ta'ee Ha'il | - Al Qadisiya Al Khubar - Al Shabab Riyad - Ohud Médine - Promu de D2 - Al Kawkab - Promu de D2 - Ettifaq FC - Al-Nahda |

## Compétition

### Classement
Seul le total des points des équipes est connu. Le barème utilisé pour établir le classement est le suivant :
- Victoire : 2 points
- Match nul : 1 point
- Défaite : 0 point

| Rang | Équipe                | Pts | J  | G | N | P | Bp | Bc | Diff |
| ---- | --------------------- | --- | -- | - | - | - | -- | -- | ---- |
| 1    | Al-Hilal FC           | 34  | 22 |   |   |   |    |    |      |
| 2    | Ettifaq FC T          | 32  | 22 |   |   |   |    |    |      |
| 3    | Al Nasr Riyad         | 32  | 22 |   |   |   |    |    |      |
| 4    | Al Ittihad            | 27  | 22 |   |   |   |    |    |      |
| 5    | Al Shabab Riyad       | 24  | 22 |   |   |   |    |    |      |
| 6    | Al Ta'ee Ha'il        | 22  | 22 |   |   |   |    |    |      |
| 7    | Al Qadisiya Al Khubar | 20  | 22 |   |   |   |    |    |      |
| 8    | Al-Nahda              | 18  | 22 |   |   |   |    |    |      |
| 9    | Al Wehda              | 17  | 22 |   |   |   |    |    |      |
| 10   | Al Ahli               | 17  | 22 |   |   |   |    |    |      |
| 11   | Ohud Médine P         | 15  | 22 |   |   |   |    |    |      |
| 12   | Al Kawkab P           | 6   | 22 |   |   |   |    |    |      |

|  | Qualification pour la Coupe des clubs champions du golfe Persique 1989 |
|  | Relégation en deuxième division                                        |
|  | T : Tenant du titre P : Promu de deuxième division                     |

## Bilan de la saison
| Championnat d'Arabie saoudite de football 1987-1988 |                        |
| Champion                                            | Al-Hilal FC (5e titre) |
| Coupes et trophées                                  |                        |
| Vainqueur de la Coupe d'Arabie saoudite 1987-1988   | Non disputée           |
| Qualifications continentales                        |                        |
| Coupe des clubs champions du golfe Persique 1989    | Al-Hilal FC            |
| Promotions et relégations                           |                        |
| Promus en Premier League                            | Hajer Club             |
| Promus en Premier League                            | Al Rouda               |
| Relégués en First Division                          | Al Kawkab              |
| Relégués en First Division                          | Ohud Médine            |